# بابا آخر من يعلم (فلم)
بابا آخر من يعلم هو فيلم مصري من إخراج حسن إسماعيل وبطولة شمس البارودي، حسن يوسف، عقيلة راتب، سيد زيان، عبد الرحمن أبو زهرة، إبراهيم سعفان ومحمد رضا، صدر الفيلم في 5 أكتوبر 1975.
هذا الفيلم هو أول فيلم يخرجه حسن إسماعيل

## نبذه
يصل محمد إلى القاهرة ليخطب ابنة عمه سوسن رغم أنه لم يرها وأسرتها من قبل، يتعرف في البنسيون على المهندس محمود، يشعر محمد بهبوط في القلب فيعطي محمود عنوان العم ليخبره عما أصابه، تظنه الأسرة أنه ابن العم المنتظر ولا يعطونه الفرصة ليشرح لهم الحقيقة تعجب به سوسن وتوافق على الزواج.

## وصلات خارجية
- مقالات تستعمل روابط فنية بلا صلة مع ويكي بيانات